# Anderswelt
Anderswelt è il sesto album in studio del gruppo folk rock tedesco Schandmaul, pubblicato il 4 aprile 2008 dalla F.A.M.E. Records.

## Tracce
1. Frei – 4:07
2. Krieger – 3:50
3. Anderswelt – 3:55
4. Königin – 4:06
5. Zweite Seele – 3:40
6. Die Braut – 4:51
7. Missgeschick – 3:26
8. Sirenen – 4:09
9. Stunde des Lichts – 3:47
10. Fiddlefolkpunk – 1:49
11. Augen auf! – 3:26
12. Wolfsmensch – 3:20
13. Drei Lieder – 4:06
14. Prinzessin – 3:30

## Formazione
- Thomas Lindner – voce, chitarra acustica, fisarmonica
- Martin Duckstein – chitarra elettrica, chitarra acustica, voce
- Birgit Muggenthaler-Schmack – flauti, ciaramella, cornamusa, voce
- Anna Kränzlein – violino, ghironda, voce
- Mathias Richter – basso
- Stefan Brunner – batteria, percussioni, voce

## Classifiche
| Classifica (2008) | Posizione massima |
| ----------------- | ----------------- |
| Austria           | 43                |
| Germania          | 8                 |
| Svizzera          | 44                |